# Kalinić
Kalinić is een plaats in de gemeente Pleternica in de Kroatische provincie Požega-Slavonië. De plaats telt 88 inwoners (2001).